# Ноа-Північ
Ноа-Північ — офшорне газове родовище в ізраїльському секторі Середземного моря, розташоване за 40 км від міста Ашкелон (південна частина узбережжя країни). Перше за часом відкриття в історії газової промисловості Ізраїлю.
Родовище виявили в червні 1999 року внаслідок буріння розвідувальної свердловини Noa-1, розташованої в районі з глибиною моря 779 метрів. Запаси вуглеводнів пов'язані пісковиками епохи пліоцену.
На початку 2012 року, на тлі припинення поставок природного газу з Ізраїлю, провели роботи з прискореного введення Ноа в експлуатацію, для чого за допомогою бурового судна Noble Homer Ferrington пробурили дві свердловини. Продукція подається на платформу розташованого ближче до берега родовища Марі-B, котре внаслідок посиленої розробки у 2012—2013 роках виявилось майже вичерпаним.
Запаси Ноа-Північ оцінювались у 1,3 млрд м3.